# NSBM
National Socialist Black Metal, ofte populært forkortet NSBM er en betegnelse for black metal-kunstnere og bands, der er præget af et nazistisk livssyn i deres musik. 
NSBM er ikke en subgenre som sådan, men mere en ideologi, hvor man spiller black metal på en nazistisk vis. 
Bands indenfor NSBM har tekster der er præget af troen på en såkaldt hvid races overlegenhed, ekstrem nationalisme, raceadskillelse og antisemitisme. Og sommetider også inkluderet antikristendom. 
Mange bands er også tilhængere af paganisme og følger de hedenske værdier og traditioner, de formoder en historisk befolkning havde, før kristendommen vandt frem. 
I billedsproget bruges hyppigt fascistiske, nazistiske og hedenske symboler f.eks. Thors hammer Mjølner. 

## Historie
Ofte menes der at NSBM startede med Varg Vikernes' oneman projekt Black Metal/Dark ambient-bandet Burzum. Burzum indeholdt ganske vist ikke nazistiske tekster, men mere beretninger om den nordiske mytologi og magi. 
Men Varg Vikernes selv følger ideologien Odalisme, som kan identificere sig med mange af nationalsocialismens idealer. 
"Vi hører til "den norske statskirken", det er ingenting som heter "den norske statskirken". Det er like usaklig som å si "den norske franskmannen". Kristendomen er en jødisk religion, Jehova er jødenes "Gud", og den kristne kultur er en jødisk kultur. Den kan aldri bli Norsk!! For å gjøre det veldig klart hvor latterlig det er for nordmenn å vare kristna vil jeg be deg forestille deg en jøde som bloter til Odin, eller en neger med Vikinghjelm (ordet "hjelm" gir deg ikke de rette assosiasjoner), eller jarlen "Muhammed". Det passer ikke sammen, og på samme måte passer det ikke sammen at det rettryggede norske folk skal være kristent. 
Jag er en raseren germaner, med én sekstendel svensk og femten sekstendeler norsk blod, og jeg blir fornærmet når ikke-germanske folk bruker min rases symboler og historie. Som for eksempel når det ble arrangert en turné med navn Midgard hvor flere av artistene var negroide. Det er en fornærmelse mot meg, mitt folk, min rase, og ikke minst mot Æsene og Åsynjene. Ingen som ikke er germaner kan noensinne bli Åsatroende, og er de ikke dét skall de ikke bruke våre navn og symboler heller. Uansett hva annet de er, eller påberoper seg være. Det er fullstendigt forståelig at andre er fascinert av den germanske kulturarv og at de av den grunn skulle ønske de var germaner selv, men de er ikke det, har aldri vært det og kommer aldri til å bli det heller. Det samme gjelder de "kristne germanerne", de er ikke av "Guds utvalgte folk", har aldri vært det og kommer aldri til å bli det heller!"' 
- Varg Vikernes (citeret fra artiklen "Blod og Jord" fra hans egen bog Vargsmål)
Disse meninger fra Varg Vikernes, kunne havde inspireret mange black metal bands. 
Men egentlig var den første skaber af NSBM Rob Darken, der også havde et one-man projekt kaldet Graveland. Her benyttede han sin musik på nationalistisk og hedensk vis. 
Siden da er da opstået mange bands indenfor NSBM. 
Især er da mange fra de slaviske lande såsom Ukraine, Ungarn, Rusland osv. 
Efter 2000 blev NSBM opkøbt af RAC (Rock Against Communism) og andre White Power pladeselskaber. 
Mange NSBM bands blander black metal med Punk og Rock Musik, hvilket gør at det ikke helt lyder som ægte Black Metal.

## Kontroverser
Det norske black metal band Darkthrone fik hård kritik fra omverdenen, fordi der stod "Norsk Arisk Black Metal" bag på deres tredje album Transilvanian Hunger, selvom de holder et apolitisk image. Teksten blev slettet, og da de udgav deres fjerde album, stod der:"Darkthrone is certainly not a nazi-band nor a political band. Those who still might think so, you can lick Mother Mary's asshole in eternity." bag på.
Da det svenske black metal band Marduk udgav deres album Panzer Division Marduk, troede mange at de var blevet et NSBM band, på grund af sangtekster omhandlende nationalsocialismen under anden verdenskrig. Deres eks-forsanger afviser dog, at han er nationalsocialist.

## Repræsentative bands
- Absurd
- Futhark 14
- Gestapo SS
- Graveland (tidligere)
- Holdaar
- Nokturnal Mortum
- Temnozor
- Satanic Warmaster